# Savile Row
Savile Row è una via del centro di Londra, a Mayfair. La strada congiunge Conduit Street a Vigo Street.
Qui hanno sede alcuni dei più importanti e conosciuti laboratori sartoriali del mondo, tra cui Anderson & Sheppard, Cad & the Dandy, Gieves & Hawkes, Davies & Sons, Henry Poole & Co e Norton & Sons.
Al numero 3 della via erano situati gli uffici della Apple Records; l'ultimo concerto dei Beatles avvenne sul tetto di quel palazzo il 30 gennaio 1969 ed è stato immortalato nel film documentario Let It Be - Un giorno con i Beatles.
Al numero 7, inoltre, Jules Verne pose l'abitazione di Phileas Fogg, protagonista del romanzo Il giro del mondo in 80 giorni.